# Costin Miereanu
 (janvier 2016).
Si vous disposez d'ouvrages ou d'articles de référence ou si vous connaissez des sites web de qualité traitant du thème abordé ici, merci de compléter l'article en donnant les références utiles à sa vérifiabilité et en les liant à la section « Notes et références ».
Costin Miereanu est un compositeur français d'origine roumaine né le 27 février 1943 à Bucarest.

## Biographie
Costin Miereanu reçoit une formation musicale au Conservatoire de Bucarest. Il se rend ensuite à Darmstadt et y suit les cours de Stockhausen, Ligeti et Karkoschka (en). À Paris, Costin Miereanu reprend des études universitaires ; il obtient un  doctorat de 3e cycle en sémiologie musicale et un doctorat ès lettres et sciences humaines (1979). Il est nommé professeur de philosophie, esthétique et sciences de l'art à l'Université de Paris I en 1981 ; il devient la même année, directeur artistique des éditions Salabert. 
Costin Miereanu s'intéresse aux formes complexes qui s'inspirent le plus souvent de modèles extérieurs à la musique, favorisant ainsi une conception non exclusivement musicale de l'acte compositionnel. Il reçut plusieurs distinctions, dont le 1er prix du concours international de composition de la fondation Gaudeamus (1967), le prix Enesco de la Sacem (1974) et le prix Sacem de la partition pédagogique (1992)..     
Il a été naturalisé français en 1977. 

## Œuvres dans l'ordre chronologique
- Donum sacrum Brancusi pour soprano et orchestre (1963-1965)
- Cadenza. Musique à forme mobile pour piano solo ou piano à 4 mains ou deux pianos (1966)
- Finis coronat opus pour piano et 6 groupes d'instruments (1966)
- Monostructures I pour cordes et cuivres (1966)
- Variantes pour clarinette solo (1966)
- Couleurs du temps pour orchestre à cordes (1re version) ou quatuor à cordes (2e version) ou double quatuor à cordes et contrebasse (3e version) (1966-1968)
- Espace dernier pour 6 groupes instrumentaux, chœur mixte et bande magnétique (1966-1969)
- Monostructures II pour cordes, cuivres et dispositif électroacoustique (1967)
- Sursum Corda I pour piano, clarinette, violon, alto, violoncelle (1967-1968)
- Espaces II pour 20 cordes, piano et bande magnétique (1967-1969)
- Sursum corda triplum pour flûte, percussion, harpe, clavecin et cordes (1967-1982)
- Espace au-delà du dernier. Musique à forme mobile d'après des textes de Joana Andreesco pour ensemble de chambre (1968)
- Dans la nuit des temps. Texte de musique aléatoire pour ensemble variable et bande magnétique (1968-1969)
- Polymorphies 5 x 7 (A) pour ensemble variable et bande magnétique (1968-1969)
- Night Music pour une ou plusieurs bandes magnétiques (1968-1970)
- Polymorphies 5 x 7 (B) pour 7 musiciens (flûte, clarinette, piano et cordes) (1969-1970)
- Alba nuova pour chœur mixte et 4 percussions (1970-1995)
- Alba pour 12 voix solistes, percussions, objets et éclairages (1972)
- Source de juin pour flûte, clarinette, trompette, trombone, percussion, guitare électrique (1972)
- Altar pour 12 ou 18 voix, percussions, accessoires, bande magnétique et éléments visuels (1973)
- Rosario pour grand orchestre et 2 chefs (1973-1976)
- Domingo pour quintette vocal, bande magnétique et éléments visuels (1974)
- Segundafeira pour quatuor ou orchestre de flûtes, bande magnétique et éléments visuels (1974)
- Quintafeira pour quintette de cuivres et bande magnétique (1974)
- Aquarius pour 2 pianos et 2 percussionnistes (célestas) (1974-1980)
- Quartafeira pour soprano, orchestre de chambre et bande magnétique (1974/1982)
- Luna Cinese pour un ou plusieurs électrophones, un exécutant et un récitant (1975)
- Planetarium pour piano, 2 flûtes, trombone, vibraphone, percussions (1975)
- Le temps des cadences pour 2 pianos et ensemble variable (1976)
- Musiques élémentaires pour la messe pour quintette de cuivres et orgue (1976)
- Musique élémentaire de concert pour flûte, hautbois, clarinette, percussion, piano, clavier et violoncelle (1977)
- Piano-Miroir pour piano, synthétiseur, bande magnétique et éléments visuels (1978)
- Cuivres DO-RE pour quintette de cuivres, 2 percussions, 3 guitares, cordes et piano (1979)
- Musique climatique pour bande magnétique et deux films (1979)
- Nouvelle musique élémentaire de concert pour 15 instrumentistes (1979)
- L'avenir est dans les œufs. Opéra pour 9 voix, 21 instruments et 2 bandes magnétiques d'après E. Ionesco (1980)
- Musique climatique no 2 pour ensemble variable de claviers, percussions et bande magnétique (1980)
- Rosenzeit pour grand orchestre (1980)
- Arrangement de Sports et divertissements de Satie pour orchestre de chambre (1980)
- Le jardin des secrets pour soprano et petit orchestre (flûte alto, clarinette basse, trombone, piano, accordéon) (1980)
- DO-MI-SI-LA-DO-RE pour saxophone et bande magnétique (1980-1981)
- Cuivres célestes pour cordes, 2 trompettes, cor, trombone, tuba, 2 percussions (1981)
- Labyrinthes d'Adrien pour soprano et orchestre de chambre (flûte, clarinette basse, cor, percussions, piano, claviers électriques, deux guitares électriques, violoncelle) (1981)
- Sept minutes autour de moi pour 2 flûtes, clarinette basse, percussion, ondes Martenot, synthétiseur, violoncelle (1981)
- Jardins exotiques pour percussions, 2 guitares électriques, 2 synthétiseurs (1981-1983)
- Miroirs célestes pour orchestre (1981-1983)
- Aksakor pour percussion solo (1982)
- Carrousel pour synthétiseur ou bande magnétique (1982)
- Silences glissés pour flûtes et violoncelles (1982)
- Variants-Invariants pour clarinette (ou saxophone) et chambre d'écho à bande (1982)
- Voyage d'hiver I pour soprano, orchestre de chambre et bande magnétique (1982)
- Voyage d'hiver III pour 3 percussions et bande magnétique (1982)
- Désordre dérisoire pour soprano, flûte, clarinette, cor, 2 percussions, piano, violoncelle (1982-1983)
- Voyage d'hiver II pour orchestre (1982-1985)
- Aksax pour saxophone basse(1983)
- Bucarest-grenade pour guitare solo (1983)
- Jardins retrouvés pour ensemble variable et bande magnétique (1983)
- Stratus pour flûte solo et bande magnétique (1983-1984)
- Boléro des Balkans. Version (A) pour flûte(s), saxophone(s), percussion et bande magnétique. Version (B) pour percussion solo et bande magnétique. Version (C) pour saxophone(s) et bande magnétique (1984)
- Gyrasol I pour quatuor de flûtes à bec, percussions et bande magnétique (1984)
- La colline bleue pour cor anglais, cor, 2 percussions, piano, alto, bande magnétique. Version pour un ou plusieurs saxophones et bande magnétique (1984)
- Sur la terre bariolée pour chœur d'enfants ou chœur mixte et orchestre (1984-1985)
- Terçafeira pour 3 saxophones et bande magnétique (1984-1985)
- Doppelkammerkonzert pour 1 saxophoniste, 1 percussionniste soliste et orchestre de chambre (1985)
- Enlacements infinis pour soprano et orchestre de chambre (1985)
- Kammerkonzert pour saxophone, flûte, clarinette, 2 percussions, mandoline, guitare, harpe, violon, contrebasse (1985)
- Quatrième voyage d'hiver pour guitare électrique et bande magnétique (1985-1986)
- Clair de biche pour flûte, clarinette, saxophone, quintette de cuivres et 5 percussions (1986)
- Come nebbia al vento pour flûtes, guitare, piano, synthétiseur et percussions (1986)
- Extremis pour flûte solo (1986)
- Haute tension rigoureuse pour 6 percussions (1986)
- Le temps hasardeux, sur des poèmes d'Emily Brontë, pour chœur mixte ou 4 voix solistes et dispositif électroacoustique (1986)
- Miroir liquide pour saxophone, basson, percussions, harpe, piano, contrebasse (1986)
- Ombres lumineuses pour clarinette, cor, percussions, 3 synthétiseurs, violon, violoncelle (1986)
- Ondes pour saxophone alto solo (1986)
- Rumore pour clarinette (1986)
- Tension X pour 10 percussions (1986)
- Tension en cycles pour 6 percussions et bande magnétique (1986-1987)
- Distance zéro pour clarinette et percussion(1987)
- Le mur d'airain pour 6 percussions, harpe, 2 pianos (célesta) (1987)
- Trilogie trajectoire pour clavecin solo amplifié (1987-1988)
- Bris de sons pour basson et bande magnétique (1987-1990)
- Axis pour orchestre d'harmonie (1988)
- D'un regard moiré pour flûte, hautbois, clarinette, basson, percussions, piano et cordes (1988)
- Limping Rock pour clavecin solo amplifié (1988)
- Sextuplum pour 6 percussions (1988-1989)
- D'une source oubliée pour clavecin et sextuor à cordes (1989)
- Ricochets pour saxophone(s), guitare électrique, guitare basse, percussions et synthétiseur (1989)
- Solo I pour clarinette basse (1989)
- La porte du paradis. Fantaisie lyrique pour 3 voix solistes, chœurs, orchestre de chambre et bande magnétique (1989-1991)
- Un temps sans mémoire pour orchestre (1989-1992)
- Diplophonie pour flûte et harpe (1990)
- Immersion pour saxophone(s) et bande magnétique (1990)
- Solo II (1990)
- De l'abolition de l'âme pour soprano, percussions, piano et cordes (1992)
- Les miroirs invisibles. Musique de ballet pour sextuor à cordes (1992)
- Solo III pour violon solo (1992-1993)
- Vol du temps pour chœur mixte ou chœur mixte et 3 percussions (1992-1993)
- Douze variations pour piano (1993)
- Sonate pour piano (1993-1994)
- Ricercar sospeso pour quintette ou orchestre à cordes (1994)
- Solo IV pour basson amplifié (1995)
- Solo V pour hautbois ou cor anglais ou hautbois baryton (1995)
- Immersion II pour saxophones, bande magnétique et électronique (1997)
- Missa brevis pour chœur mixte et orchestre (1998)
- Orisons pour orchestre (1998)
- Concerto pour flûte et orchestre (2001)

## Ouvrages et articles de C. Miereanu
- "Polyart, miroirs, fausses fenêtres", in Musique présente. Revue d'Esthétique, Nouvelle série, no 4, Privat, 1982, p. 125-131.
- "Pour une forme musicale accidentée", in InHarmoniques, no 5, "D'un art à l'autre. Les zones de défi". IRCAM, Centre Georges Pompidou. Christian Bourgois Editeur, Juin 1989, p. 22-40.
- Fuite et conquête du champ musical. Paris, Méridiens Klincksieck, 1995.
- "Stratégies du discontinu : vers une forme musicale accidentée", in Les Universaux en musique. Actes du 4e Congrès international sur la signification musicale publiés sous la direction de Costin Miereanu et Xavier Hascher. Paris, Publications de la Sorbonne, série Esthétique no 1, 1998, p. 31-42.
- "Sur les traces de l'incertain dans les musiques ouvertes", in L'Incertain dans l'art. "X, l'œuvre en procès". Volume III, sous la direction d'Eliane Chiron. CERAP, Publications de la Sorbonne, 1998, p. 249-257.

## Ouvrages et articles sur l'œuvre de C. Miereanu
- Ludovic Bargheon, Les Figures du labyrinthe dans l'œuvre musicale contemporaine de Costin Miereanu. Thèse de Doctorat en Musique sous la direction de Marta Grabocz. Université de Strasbourg 2, 2003.
- Ludovic Bargheon, "Que peuvent nous révéler les titres d'œuvres ? Une analyse des titres chez Costin Miereanu, compositeur contemporain", in Eero Tarasti (ed.), Musical Semiotics Revisited. Acta Semiotica Fennica XV, Approaches to Musical Semiotics 4, International Semiotics Institute and University of Helsinki, 2003, p. 539-548.

## Colloques et conférences
- Costin Miereanu. Espaces multiples. Colloque organisé au CDMC (Paris) le jeudi 28 novembre 2013 en hommage au compositeur pour ses soixante-dix ans.

## Sources en ligne
- « Costin Miereanu. Espaces Multiples », sur Centre de documentation de la musique…, 8 octobre 2013 (consulté le 10 janvier 2024)
- http://www.durand-salabert-eschig.com/formcat/catalogues/miereanu_costin.pdf
- « MIEREANU Costin (1943) », sur Centre de documentation de la musique…, 27 janvier 2012 (consulté le 10 janvier 2024)